# بين بوديتش
بين بوديتش (بالإنجليزية: Ben Bowditch)‏ هو لاعب كرة قدم بريطاني، ولد في 19 فبراير 1984 في هارلو في المملكة المتحدة. شارك مع منتخب إنجلترا تحت 16 سنة لكرة القدم ومنتخب إنجلترا تحت 17 سنة لكرة القدم ومنتخب إنجلترا تحت 19 سنة لكرة القدم ومنتخب إنجلترا تحت 20 سنة لكرة القدم. أما مع النوادي، فقد لعب مع توتنهام هوتسبير وكولتشستر يونايتد ونادي بارنت ونادي كامبريدج ستي.

## وصلات خارجية
- بين بوديتش على موقع قاعدة بيانات كرة القدم.إي يو (الإنجليزية)
- بين بوديتش على موقع Soccerbase.com (لاعب) (الإنجليزية)
- بين بوديتش على موقع Soccerway.com (الإنجليزية)
- بين بوديتش على موقع عالم كرة القدم.نت (الإنجليزية)